# Гьошо Нацев
Гьошо Андов Нацев е български общественик и революционер, деец на Вътрешната македоно-одринска революционна организация.

## Биография
Роден е в 1871 година във Велес, тогава в Османската империя. Взима дейно участие в националноосвободителните борби на българите в Македония и влиза във ВМОРО, като развива широка революционна и обществена дейност. Дълги години е член на епархалния съвет и на училищното настоятелство. От 1904 година е член на съдебната комисия на революционната организация за Велес и околията. В 1906 година е замесен в аферата около Крум Зографов и за да не бъде арестуван, бяга в Свободна България, където се установява временно в Кюстендил. След бягството му, Скопският извънреден съд го осъжда на смърт задочно.
На 8 март 1943 година, като жител на Велес, подава молба за българска народна пенсия, която е одобрена и пенсията е отпусната от Министерския съвет на Царство България.